# ヴォトク
ヴォトク（ハンガリー語: Vodku）は、ハンガリーのクレズマー・バンド。2004年にアルバム『Kikötő』でデビューした頃は、バンド名が「Vodku V Glotku」名義だったが、2007年の次作『Más』からは、「Vodku」名義に改名された。リズムにエレクトリックベースとドラムを用いるなど、ロック世代らしい編成で演奏している。

## メンバー
※ハンガリーの人名なので姓名の順で表記
- バタ・イシュトヴァーン (Bata István) - ギター、トランペット、ボーカル
- ガダネツ・エヴァ (Gadanecz Éva) – ボーカル、ボンゴ
- ネデツキー・ジュリア (Nedeczky Júlia) – クラリネット、ボーカル
- サボ・アルパード (Szabó Árpád)  – ヴァイオリン、ボーカル
- シェレダシュ・ロリンク (Szeredás Lőrinc) – ギター、ボーカル
- ルトナー・ガボール (Ruthner Gábor) – ベース
- キス・アッティラ (Kiss Attila) – ドラム、パーカッション

## ディスコグラフィ

### アルバム
- Kikötő (2004年)
- Más (2007年)
- Bárány Boldizsár (2010年)
- Árnyéktánc (2014年)
- Még egy kör (2014年)